# Danuta Hübner

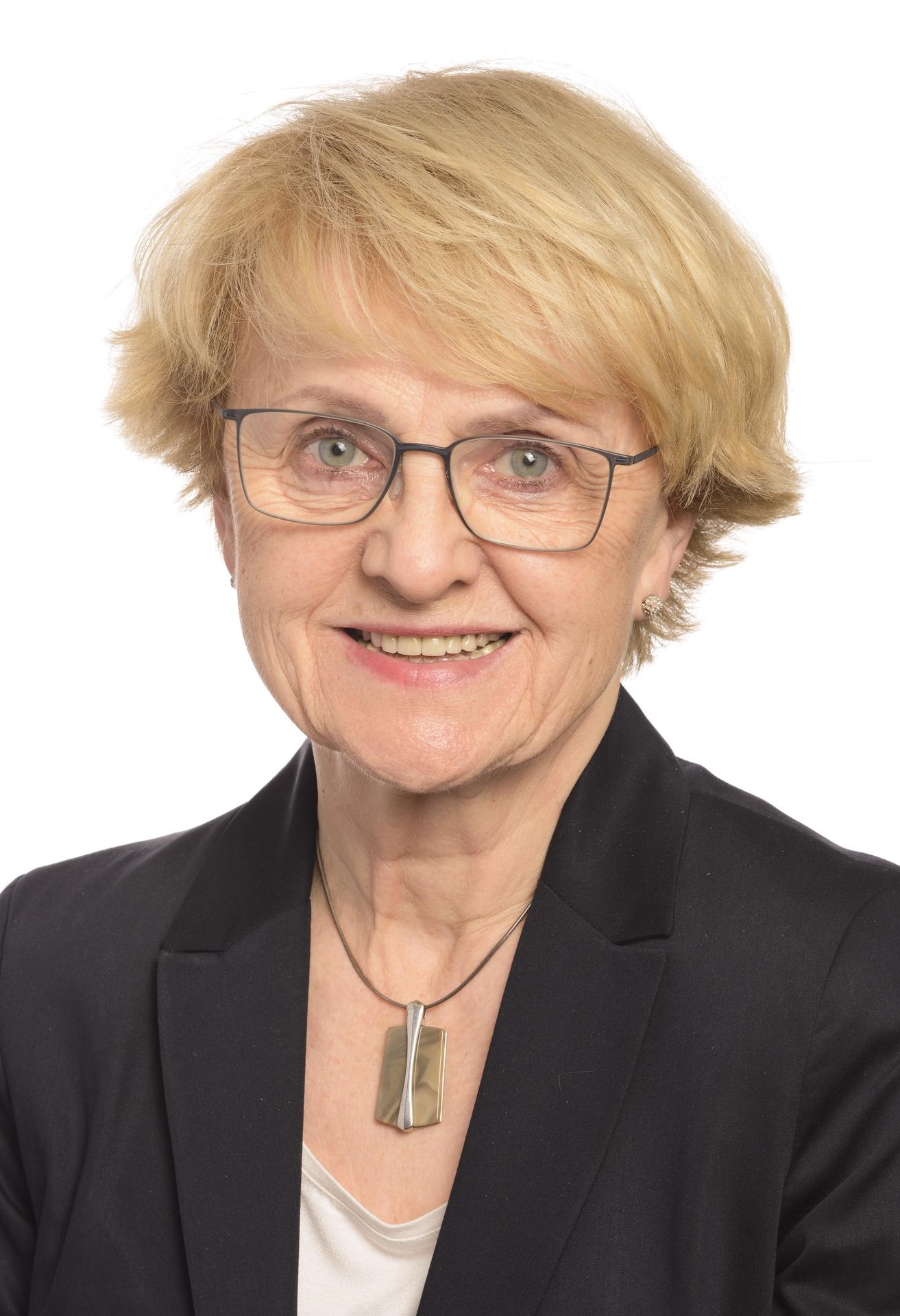
Danuta Hübner (2019)

Danuta Maria Hübner (* 8. April 1948 in Nisko als Danuta Maria Młynarska) ist eine polnische Ökonomin und Politikerin. Sie war von 2009 bis 2024 Mitglied des Europäischen Parlaments. Zuvor war sie unter anderem EU-Kommissarin für Regionalpolitik.

## Leben und Beruf
1971 erhielt Danuta Hübner das Diplom in Wirtschaftswissenschaften an der Wirtschaftsuniversität in Warschau. Anschließend war sie mehrere Male Stipendiatin und Gastwissenschaftlerin an ausländischen Universitäten. 1974 promovierte sie, 1980 erfolgte die Habilitation. Seit 1992 ist sie Professorin für Wirtschaftswissenschaften. Sie ist verheiratet und hat zwei Töchter.

## Politik
Von 1970 bis 1987 war Danuta Hübner Mitglied in der kommunistischen Polnischen Vereinigten Arbeiterpartei, wurde jedoch erst ab 1994 tatsächlich politisch aktiv, blieb aber parteilos. Von 1994 bis 1996 war sie Staatssekretärin im polnischen Industrieministerium. 1997 wurde sie Chefin der Kanzlei des polnischen Staatspräsidenten und hatte dieses Amt bis 1998 inne. Von 1998 bis 2001 war sie als Deputy Executive Secretary in der Wirtschaftskommission der Vereinten Nationen für Europa tätig. Von 2001 bis 2003 war sie Staatssekretärin im polnischen Außenministerium, von 2003 bis 2004 schließlich selbst Ministerin für Europäische Angelegenheiten.
Vom Beitritt Polens in die Europäische Union am 1. Mai 2004 an war Danuta Hübner zusammen mit dem Franzosen Pascal Lamy europäische Handelskommissarin. Am 18. Oktober 2004 wurde sie in der neuen Kommission für Regionalpolitik zuständig. Bei der Europawahl 2009 wurde sie als parteilose Kandidatin auf der Liste der Platforma Obywatelska mit 311.018 Stimmen in das Europäische Parlament gewählt und musste deshalb auf ihr Kommissionsamt verzichten; ihr Nachfolger wurde ihr Landsmann Paweł Samecki. Im Parlament blieb sie jedoch im gleichen Politikfeld tätig und wurde zur Vorsitzenden des Ausschusses für regionale Entwicklung gewählt. Im September 2010 war sie an der Gründung der sogenannten Spinelli-Gruppe beteiligt, die sich für den europäischen Föderalismus einsetzt. Bei der Europawahl 2014 wurde sie wiedergewählt und war seitdem Vorsitzende im Ausschuss für konstitutionelle Fragen. Bei der Europawahl 2019 konnte sie ihr Mandat auf der Liste des pro-europäischen Wahlbündnisses Koalicja Europejska verteidigen. Bei der Europawahl 2024 kandidierte sie nicht erneut.

## Auszeichnungen
- 1996 Trägerin des polnischen Ordens Polonia Restituta (Ritter).
- 1997 Trägerin des portugiesischen Ordens für Verdienst.
- 2011 Kaiser-Maximilian-Preis
- 2014 Offizier der Ehrenlegion[4]

Zudem wurde sie 2003 zur Ehrenbürgerin ihrer Heimatstadt Nisko ernannt.